# マイクロブタ

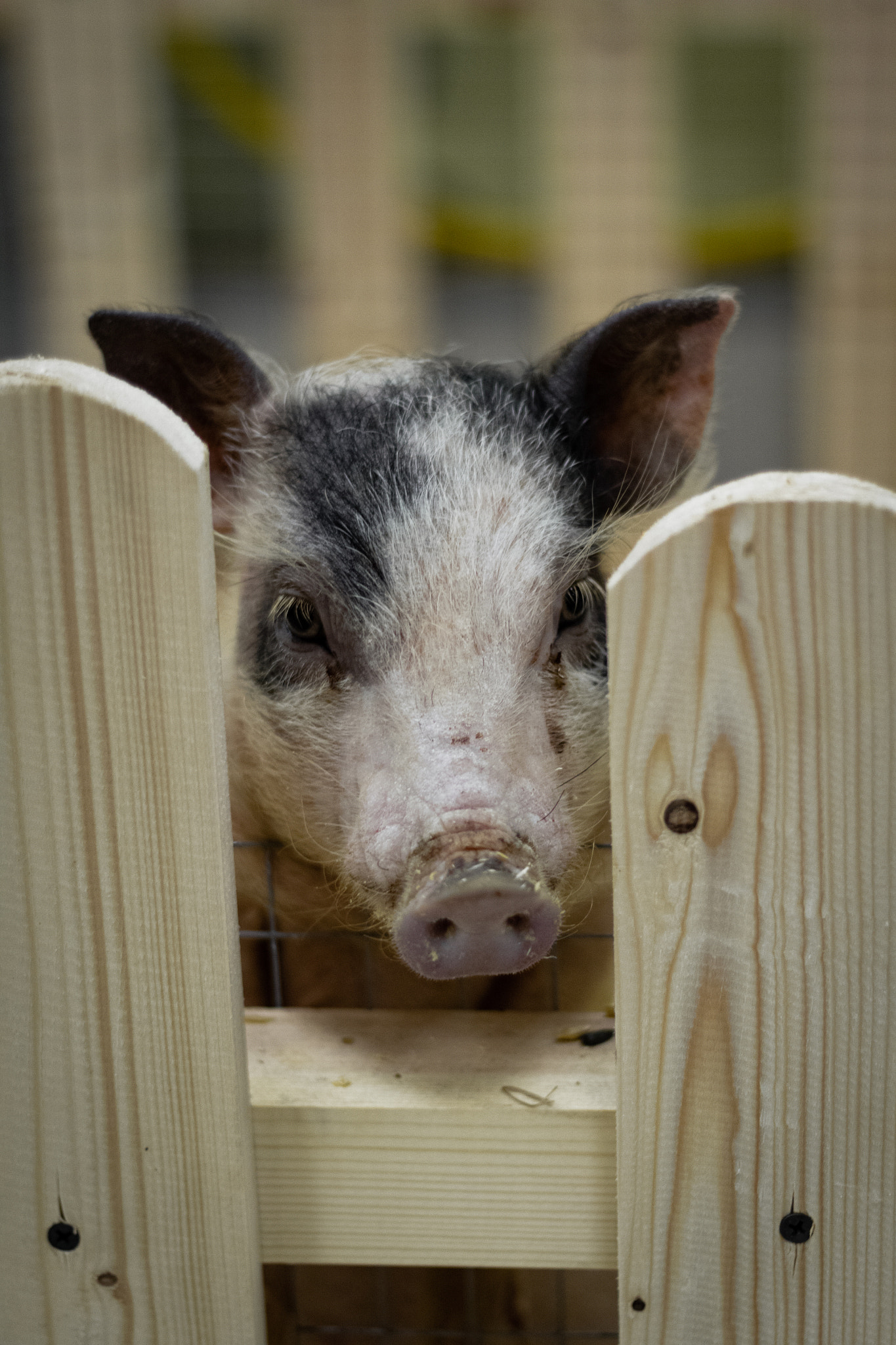
マイクロブタ

マイクロブタ（英: micro pig）はミニブタよりもさらに小型化されたブタを指す言葉。品種ではない。
マイクロピッグ、ティーカップピッグとも呼ばれる 。

## 概要
食肉用の豚は基本的に6ヶ月ほどで出荷されるが、成獣時（2才〜3才）の体重は200～300kgまで成長し、ミニブタは40〜80kgまで成長するが、マイクロブタは12～40kgまでを指す。最近では12～20㎏前後が主流である。ベルクマンの法則で寒冷な地域に生息するものほど体重が大きくなる。よってヨーロッパ、北米産は大き目である。
豚、ミニブタと比べてマイクロサイズであるが、中型犬ほどの大きさに育つ。
マイクロブタという名称から小型サイズを想像しがちであるが、中型犬サイズのマイクロブタは、人間の感覚では決して小型ではない(ブルドッグの成犬で25kg前後、ゴールデンレトリバーで30kg前後に成長)。
少なくとも人間の乳幼児よりも、重く大きくなることに留意しなくてはならない。
マイクロミニブタと呼ばれる種類はマイクロブタとミニブタを掛け合わせた個体なのでマイクロブタより大きいので注意が必要。
寿命も10～15年ほどで犬や猫と同じくらいである。
元は実験動物として品種改良されたが、ヨーロッパ、アメリカ、アジアなどではペットとしての人気を集めている。
犬や猫ほど動物アレルギー症状が出にくく、トイレの場所を直ぐに覚えるのも人気の要因である。

## 歴史
マイクロブタはベトナムのミニブタを基にして作られた種類である。
マイクロブタはベトナムの小型豚のポットベリー品種の中で特に小型のブタを交尾させ作られた。
ミニブタはヨーロッパを中心に流行していた。ミニブタという名前ながらも、大人になると体長1m、体重80kgにもなることから、飼育放棄が多く見られた。
ミニブタ愛好家からなども、もっとペットとして飼育しやすい小さいブタはいないものかと、ミニブタよりさらに小さいブタの開発が行われた。
その過程の中で体格の小さい個体ができ、その小さい個体同士を掛け合わせて行ったものが「マイクロブタ」となった。
現在では、主にヨーロッパやアメリカのセレブの間で人気が急上昇している。

## 課題
犬や猫のような純粋なペットとは異なり、ブタは家畜を管理するための法令下にあり、農場での飼育と同様の疾病対策および移動管理が必要とされる 。
イギリスではマイクロブタとして販売されたブタが実際には150～200キログラムまで成長するといった事例も発生している 。
日本においても、販売店で購入したマイクロブタが40キログラム超えにまで育つ場合もある。
飼育放棄を無くす為に親豚を見てみる事が重要とされる。